# ボリビア人
ボリビア人（スペイン語:Bolivianos）とは、南アメリカのボリビア多民族国に住む人々のことである。16世紀に起こったスペインによる侵略以前は、現在ボリビアと呼ばれている地域に、数千年もの間、アメリカインディアンが住んでいた。スペイン人とアフリカ人が一定数絶え間なく、植民地支配下にあったボリビアに上陸し、先住民とお互いに広く交流するようになった。
1,090万人と推定されているボリビアの人口は、多民族であり、アメリカインディアン、メスティーソ、ヨーロッパ人、アジア人、アフリカ人などを含む。
主要な言語はスペイン語であるがグアラニー語、アイマラ語、ケチュア語（インカ人の言語）が一般的であり、この3つとその他の34の先住民言語も公用語とされている。多くのボリビア文化が芸術、料理、文学、音楽といった分野の多様化に大いに貢献した。
先住民人口比率が85%と南米最多である。

## 民族グループ
ボリビアの民族構成は広く多様な文化を含んでいる。ほとんどの先住民はメスティーソ文化を吸収していて、伝統的な遺産を多様化、拡大させている。その結果、ボリビアには文化の融合が見られ、ヒスパニックやアメリカインディアンの文化とも融合している。ボリビアにおける民族分布は、30%がケチュア語を話す人々で、25%がアイマラ語を話す人々であると推定されている。およそ36の先住民族のほとんどが、ケチュア人（250万人）、アイマラ人（200万人）、"Chiquitano"（en:Chiquitano、18万人）、そしてグアラニー人（12万5千人）などである。よってアメリカインディアン全体の人口は55%にものぼり、残りの30%がメスティーソ（アメリカインディアンと白人の混血）で、およそ15%が白人となっている。

### アメリカ州の先住民族
アメリカ州の先住民族（Indigenous、土着の）な人々は"Originarios"（先住の、起源となる、を意味する）とも呼ばれ、頻繁にではないが、"Amerindians"とも呼ばれる。この民族集団は、スペイン人による征服以前の文化をもつ子孫によって構成されている。彼らはアイマラ人やケチュア人などのアンデス山系（Andean）であり、西の方に位置するラパス県、ポトシ県、オルロ県、コチャバンバ県、チュキサカ県などに集中している。また、東方民族も見られ、グアラニー族とモホス（Moxos）などにより構成されている。彼らはサンタクルス県、ベニ県、タリハ県、パンド県に住んでいる。先住民たちはボリビアの人口の60%を占める。

### メスティーソ
メスティーソは先住民と、ヨーロッパ系の人またはヨーロッパ系の子孫との混血民族である。彼らは全国に存在し、ボリビアの人口の26%を占める。彼らのほとんどはメスティーソを自分のアイデンティティであると思っているが、同時に自分自身が一つ以上の先住民文化をもつとも認識している。

### ヨーロッパ人
ボリビアで人種に関するデータを集めた最も新しいとされる公式の調査である1900年の国勢調査によると、白人のボリビア人は人口の12.72%にのぼり、その数は合計23万1088人となっている。
ヨーロッパを起源に持つ人の多くは、クリオーリョやヨーロッパ系、アラブ系の第二世代の子孫であり、主にスペイン、クロアチア、ドイツ、イタリア、レバノン、トルコからやってきている。彼らは大きな都市、ラパス県、サンタクルス（サンタクルスデラシエラ）県、コチャバンバ県に集中しており、また少数ではあるが、タリハ県のような都市にも住む。サンタクルス県には、ドイツ語話者のメノナイトによる重要な植民地がある（7万人が住んでいる）。

### アフリカ人
アフリカ系ボリビア人はアフリカの奴隷の子孫であり、スペイン帝国時代にやってきた。彼らはラパス県、特にユンガスで暮らす。

### その他
- アジア人は、多くが日本人（14,000人[10]）とレバノン人（12,900人[11]）である。
- その他：数は多くないがヨーロッパ系の人々は、ドイツ人、フランス人、イタリア人、ポルトガル人、そしてアメリカ大陸の他の国からやってくるのは、アルゼンチン人、ブラジル人、チリ人、コロンビア人、キューバ人、エクアドル人、アメリカ人、パラグアイ人、ペルー人、メキシコ人、ベネズエラ人、そしてその他である。ラパス県、エルアルト、そしてサンタクルスデラシエラ県には重要なペルー人街もある。またボリビアは500人ほどのユダヤ人の故郷であり、特にラパス県、コチャバンバ県、サンタクルス県などがそうである。

#### 先住民族
ボリビアの先住民は、2つの民族集団に分かれる。アンデス山脈高地とその谷の地域に住むアンデス山系と、東ボリビア（グランチャコ）の暖かい地域に住む東方リャノ地方の民族文化をもつ集団の２つである。
- アンデス山系民族
  - アイマラ人：ラパス県、オルロ県、ポトシ県の高地、あるいは熱帯地方の平地に近い小さな地域に住んでいる。
  - ケチュア人：ほとんどはコチャバンバ県とチュキサカ県の谷に住んでいるが、ポトシ県やオルロ県などの山地にも住む。ケチュア族は、"Tarabucos"、"Ucumaris"、"Chalchas"、"Yralipes"、"Tirinas"などに分かれている。

- 東方のリャノ民族
  - グアラニー族： "Guarayos"、"Pausernas"、"Sirionos"、"Chiriguanos"、"Wichí"（en:Wichí）[12]、"Chulipis"、"Tapietes"、トバ族（英語版）（Tobas）[13]、"Yuquis"によって形成される。
  - Tacanas（言語は基本的にはタカナ語族（英語版））: タカナ族（Tacanas）、"Lecos"[14]、エセエハ族（英語版）（Ese Ejas）、チメイン族 (Tsimané) 、アラオナ族（Araonas）、レイェサノ族（Reyesanos）、"Maropas"によって形成される。
  - Panos: "Chacobos"、"Caripunas"、"Sinabos"、"Capuibos"、"Guacanaguas"によって形成される。
  - Aruacos（言語は基本的にはアラワク語族）: アポリスタ族（Apolistas）、バウレ族（Baures）、モヘーニョス（英語版）（Moxos, Mojeños）、チャネ族（英語版）（Chané）、モビマ族（Movimas）[15]、"Cayabayas"、"Carabecas"、"Paiconecas"、"Paucanacas"によって形成される。
  - Chapacuras: "Itenez"、"More"、"Chapacuras"、"Sansinonianos"、"Canichanas"、イトナマ族（Itonamas）、"Yuracares"、"Guatoses"、"Chiquitos"によって形成される。
  - Botocudos: ボロロ族（英語版）（Bororos）、"Otuquis"によって形成される。
  - Zamucos: アヨレオ族（英語版）（Ayoreos）によって形成される。

## 宗教
ボリビアでは、ローマカトリック教会が主要な宗教となっている。大多数のボリビア人がカトリックキリスト教信者であるが、そのうち活動的である人はほんの少しである。第2バチカン公会議（1962年~1965年）後、数十年の間、教会は宗教を社会の中でもっと活発にさせようと試みた。
3,003人が回答し、誤差が±1.8%とされる、アメリカ大陸の変化の兆候を示す2008年の調査は以下のようなことを示した。
| Religion                 | Percentage | Notes |
| ------------------------ | ---------- | --- |
| カトリック               | 81.6%      | |
| 福音主義                 | 10.3%      | ペンテコステ派、 カトリック・カリスマ刷新 |
| 無宗教                   | 3.3%       | 世俗、無神論者 |
| 他のプロテスタント       | 2.6%       | セブンスデー・アドベンチスト教会、バプテスト教会、カルヴァン主義、救世軍、ルーテル教会、メソジスト、Nazarene（en:Apostolic Christian Church (Nazarene)）、長老派教会 |
| モルモン教とエホバの証人 | 1.7%       | |
| 非キリスト教             | 0.4%       | バハイ教、ユダヤ教、イスラム、仏教、ヒンドゥー教 |
| 伝統的な宗教             | 0.1%       | 土着の宗教 |

## 文化
現在ボリビアと呼ばれるこの国の文化的な発展は3つの特筆すべき時期段階に分けられる。先コロンブス期、植民地時代、そして共和国時代の3つである。考古学的に重要な遺跡、金や銀の装飾、石の記念碑、陶芸作品、そして織物などは先コロンブス期のいくつかの文化の名残である。よく知られた遺跡としては、ティワナク、サマイパタ、インカリャフタ、イスカンワヤなどがある。ボリビアには、近づくことが困難で、考古学者によってほとんど開拓されていない場所がほかにもたくさんある。
スペイン人は、先住民とメスティーソの建築家と職人の手を借りて、自分たちの宗教芸術をもちこみ、メスティーソによるバロックとして知られる豊かで独特な様式の建築物、文学、彫刻を発展させた。植民地時代からは、ペレス・デ・オルギン、フローレス、ビッティ（Bitti）などの絵画作品や、熟練の、しかしあまり知られていない石切り工、木彫り師、金細工職人、銀細工職人などによる作品もある。植民地時代のバロック宗教音楽は最近になって復活し、1994年以来、国境を超えて称賛され、親しまれている。20世紀の才能あるボリビア人アーティストは、"Guzman de Rojas"や"Arturo Borda"、"Maria Luisa Pacheco"（en:María Luisa Pacheco）、"Master William Vega"、"Alfredo Da Silva"（en:Alfredo Da Silva）、"Marina Núñez del Prado"（en:Marina Núñez del Prado）などたちである。

### ダンス
ボリビアのダンスや曲の多くは、先住民たちの文化とヨーロッパ系の文化をともに含んでいる。カポラレスは現在ボリビアにおいて最も人気があるダンスであるように見受けられる。カポラレスは、数十年の間にその発祥の地であるボリビア高地でだけでなく、ボリビア低地や、国外のボリビア人コミュニティにおいても非常な人気となった。ボリビア高地には、以下に示すような、伝統的で、いまだに人気を博するダンスが多くある。
- Morenada（en:Morenada）
- Kullawada（en:Kullawada）
- Diablada（en:Diablada）
- Ch'utas
- Waka waka（en:Waka waka (dance)）
- Siklla（en:Siklla）
- Suri Sikuri
- ティンク
- Pukllay（en:Pukllay）
- Tobas（en:Tobas (dance)）
- Awki awki（en:Awki awki）
- Llamerada（en:Llamerada）
- Cambitas
- チャカレーラ
- Afro-Bolivian（en:Afro-Bolivian）
- Macheteros
- Taquirari
- Chovena chiquitana
- Brincao
- Carnavalito"
- El Sarao"
- Los moperas
- La Paica
- Danzas del Sol y de la Luna
- Danza de la Saraza
- Danzas de los pescadores
- Danzas del cazador amazónico
- Danza Rosita Pochi
- Arete guazú
- Toritos
- Danzas Vallegrandinas de Santa Cruz
- Cueca Cruceña

### 服装
ボリビアのアンデス山系先住民の女性たちの間では、ポリェラと呼ばれるスカートを身に付けるのが流行りである。もともとは植民地時代に権威者が先住民の女性に身に付けるよう強制した、スペインの農民が着用するスカートであった。現在では、先住民であることを誇りとする証となっており、ステータスシンボルであると考えられている。もうひとつのボリビアのファッションは、山高帽子（bowler hat）というもので、英国から伝わった。この帽子の位置は女性の婚姻状態や、願望を示唆することがある。

### 料理
ボリビアの料理は、主にスペイン料理とボリビア原産の素材を組み合わせたものに起源を有し、後のドイツ、イタリア、バスク、クロアチア、ロシア、ポーランドなどからの移民による影響も受けている。ボリビア料理の伝統的主要産物は、とうもろこし、じゃがいも、そして豆である。これらの原料は、スペイン人によってもたらされた米や小麦、そして牛や豚や鶏の肉など、多くの主要産物と組み合わされてきた。